# Gustav Gaupp
Gustav Adolf Gaupp (* 19. September 1844 in Markgröningen, Württemberg; † 24. März 1918 in Obertürkheim) war ein deutscher Lithograf, Historien- und Porträtmaler.

## Leben
Gaupp erlernte zunächst das Lithografieren bei dem Kupferstecher Adolf Gnauth in der Kunstschule in Stuttgart und wechselte später an die Akademie nach Wien. Daran schloss sich ein Studienaufenthalt an der Royal Academy of Arts in London an. Er war für längere Zeit als Lithograf tätig. Zurückgekehrt nach Deutschland, ging er in politisch schwierigen Zeiten (Deutsch-Französischer Krieg) 1870 nach München und schrieb sich am 24. Oktober im Alter von 26 Jahren für die Antikenklasse an der dortigen Kunstakademie ein. Dort gab er an, dass sein Vater Privatier sei und er aus Bad Cannstatt stamme. Seine dortigen Lehrer waren in der Zeit bis 1876 Johann Leonhard Raab, Sándor Wagner und Carl Theodor von Piloty, in dessen Atelier Gaupp ab 1873 arbeitete.
Im Jahr 1876 debütierte Gaupp mit einem figurenreichen historischen Genrebild Brandschatzung eines Klosters durch Landsknechte, auf welchem er alle Vorzüge der Piloty-Schule in Glanz des Kolorits und Mannigfaltigkeit der Charakteristik entfaltete. 1878 ging er zum Studium der Alten Meister nach Italien, wo er sich unter anderem in Rom und Venedig fortbildete, und malte seitdem vorzugsweise Porträts. In den Jahren 1880 bis 1884 hielt er sich zeitweise in Hamburg und London auf, wo er sich als Porträtmaler betätigte. Anschließend zog er nach Obertürkheim bei Stuttgart, wo er seither lebte.
Gaupp war Mitglied im Deutschen Künstlerbund und im Hamburger Künstlerverein von 1832. Viele seiner Werke kamen Privatbesitz in Basel, Hamburg oder London. Er beschickte die Ausstellungen in Düsseldorf, München (Glaspalast) und Stuttgart. Nach seinem Tod wurde Gaupps Gemäldesammlung im Dezember 1918 durch den Kunsthändler Felix Fleischhauer versteigert.

## Werke (Auswahl)

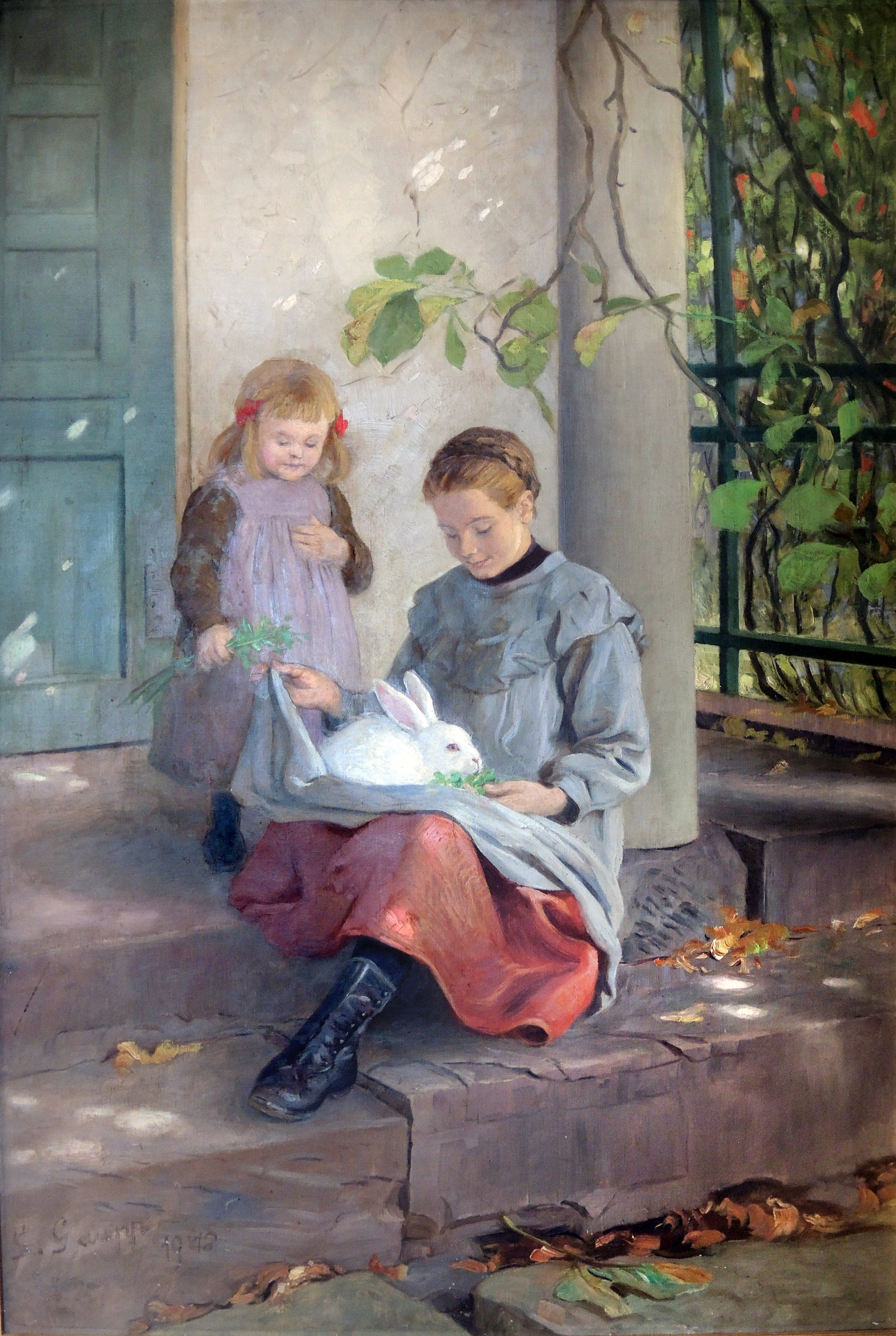
Mädchen mit weißem Hasen

- 1876: Brandschatzung eines Klosters durch Landsknechte (Museum Straßburg)[5]
- 1877: Bildnis des Badischen Hofmalers Franz Xaver von Riedmüller
- Die Quelle (Palais Pringsheim, Berlin)
- Trost (Museum Biberach)
- 1888: Bildnis des Kapellmeisters Hans Richter (Museum Stuttgart)[6]
- 1890: Bildnis des Ministers von Sarwey und Bildnis des Architekten Neckelmann
- 1895: Schachspielenden Kardinal (Museum Stuttgart)
- 1896: Johann Christoph Friedrich von Schiller (1759-1805), in Stuttgart 1794 und Porträt des Adolf Grimmiger (Schiller-Nationalmuseum in Marbach)
- 1911: Bildnis des Bürgermeisters Georg von Gaupp (1611–1674) (Georg von Gaupp war 1648 Bürgermeister von Biberach)